# Krav (istyp)
För andra betydelser, se krav (olika betydelser).

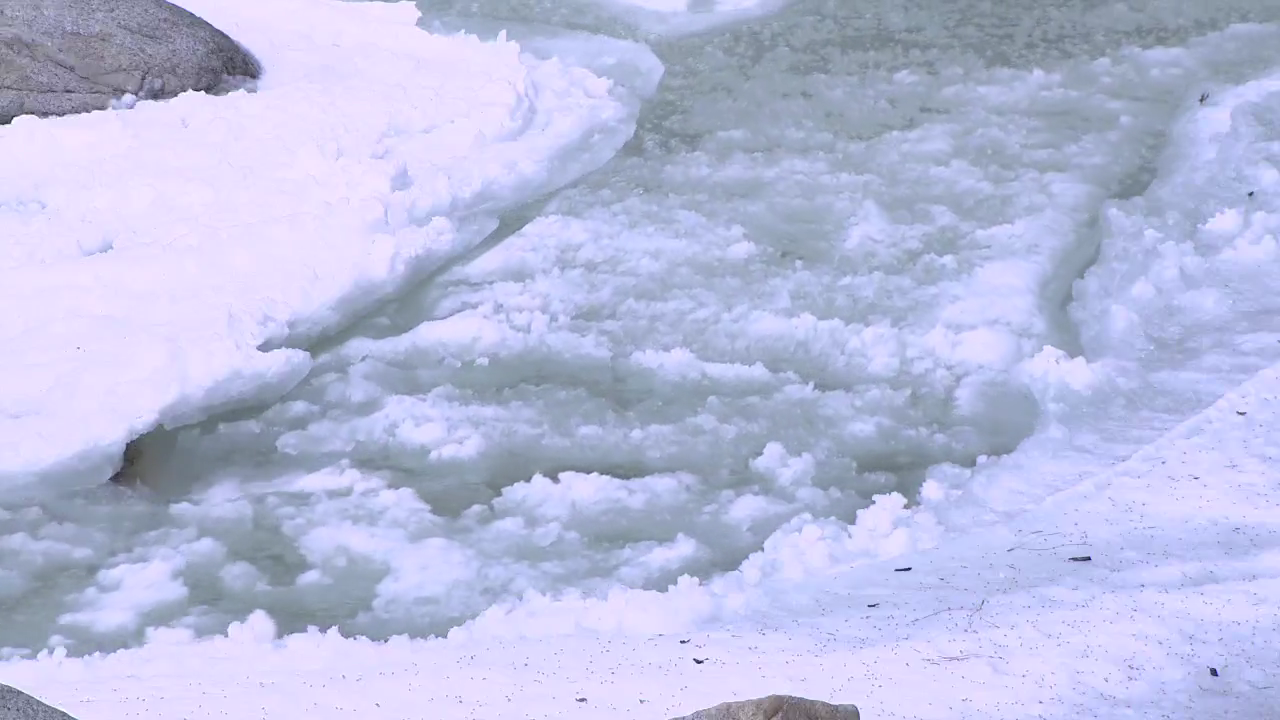
Kravis i Yosemite Creek.

Krav (en: Frazil) är små millimeterstora iskristaller som flyter fritt i vatten. Det kan liknas vid att det snöar i vattnet.
Krav bildas i öppet, underkylt vatten (vatten som har en temperatur under noll grader) som hålls i rörelse.
Det kan gälla rinnande vattendrag eller vatten i havet eller stora sjöar som hålls i rörelse av vågor.

## Nyisbildning från krav
Krav kan fastna i botten varvid så kallad bottenis (en: Anchor ice) bildas.
Bottenis i grunda vattendrag framträder som vita områden i vattnet.
Bottenis kan få tillräcklig lyftkraft och flyta upp till ytan. Isen innehåller då vanligen material från vattnets botten.
Krav kan även flyta upp till ytan och där bilda ett lager som liknar snöslask. På svenska förekommer termen grötis som troligen refererar till detta snöslasklager
.
Detta slasklager kan sedan frysa ihop till ett istäcke. Ett istäcke som bildats av krav kallas för kravis (en: Frazil ice). Snöslask kan även bildas av att det snöar i nollgradigt vatten. Detta kallas på engelska för slush. Is som bildas från snöslask på detta sätt kallas för snöis.
Vid polarhaven sker ofta isbildning i flera steg från krav till fast is. I det första steget samlas ett vanligtvis runt 10 cm tjock hinna av krav vid vattenytan.
Detta kallas på engelska för grease ice, på svenska förekommer termen ishinna inom sjöfart och i meteorologiska kretsar.
Denna ishinna bildar en matt, trögflytande soppa på vattenytan som på avstånd kan påminna om olja som flyter på vattenytan. Liknelsen med olja stämmer även med faktum att ishinnan kan driva iväg med vinden och bilda långa strimmor
.
Av vågorna kan denna ishinna förhindras att frysa till. Då kan centimeterstora isklumpar bildas, på engelska kallat shuga. På svenska förekommer termen issörja inom sjöfart och i meteorologiska kretsar. I nästa steg bildas större klumpar, så kallad tallriksis (pancake ice), vanligen från 30 cm upp till 3 meter i storlek. Slutligen fryser tallriksisen ihop och bildar ett heltäckande islager.
I lugnt väder kan, istället för bildning av issörja, ishinnan frysa till och bilda kravis. På engelska kallar man detta för nilas. Istillväxt med saltvattenkärnis kan sedan ske på undersidan av kravisen. Nilas består vanligen av ett övre lager med kravis och ett undre lager av kärnis. Nilas är mycket böjligt och följer vattenytan vid dyningar. Man brukar skilja mellan mörk och ljus nilas. Mörk nilas är 0-5 cm tjock och är ungefär lika mörk som öppet vatten med en albedo på runt 0,07. Mörk nilas kallas ibland på svenska för blåis. Ljus nilas är tjockare än 5 cm och har en albedo på runt 0,14.
På svenska pratar man vanligen om krav, grease ice, nilas, shuga och slush helt enkelt som "nyis".

## Effekter för människan
Ett av problemen med krav är att det kan fastna på vattenintag till vattenkraftanläggningar och där bygga upp en lager med kravis. Detta orsakar en minskning av vattenintaget och i värsta fall ett totalt stopp. Det finns olika metoder för att förhindra, upptäcka och åtgärda uppbyggnad av kravis på vattenintag, till exempel isläggning av sjön.

## Effekter för ström- och strandhabitaten
Krav bildas vid stark kyla i forsar, i öppet ej istäckt och turbulent strömmande underkylt vatten. Detta sker dock i sådan onaturligt rikligt bildad mängd till problem för strömfisken vid omvänd vattenregim. Alltså vid årsreglering av vattendrag med en onaturlig högvattenföring vintertid, som är till för vattenkraftverken, för höjd tillgång av vintervatten. Krav, de 1-3 mm stora iskristallerna, är då bildade i sådan mängd att detta, genom oundvikligt bombarderande på den i strömmen normalt övervintrande revirhållande strömfisken, försämrar fiskens möjligheter att övervintra i detta strömmande vatten. Det har visats att detta kan få fisken att omgående fly nedströms, när iskristaller börjar bildas. Iskristallerna kan annars skada fiskens gälar och döda fisken. Krav driver dem stressade eller skadade nedströms ända till lugnare, längre och djupare vattensträckor, där iskristallerna flyter upp till ytan och fäster på undersidan av istäcket (vilket sker vid strömhastighet mindre än 0,6 m/s), Men där också stora predatorer, vanligen gäddor kan finnas och lättare kan komma att fånga den stressade strömfisken och decimera beståndet.
Av krav bildad bottenis kan tillväxa och få tillräcklig lyftkraft och flyta upp mot ytan och nedströms med fasthållen fastfruset bottengrus och eroderar lekbottnar för strömfisken. Infrusen i sådana lekbottnar under hösten lagd lax- eller öringsrom kan skadas, dödas eller skingras nedströms. Lekbottnar för strömfiskarterna (harr, öring. lax) kan så plockas ren på för lek nödvändigt löst lager av romgömmande grus (1-10 cm grovt) så att lek inte längre kan genomföras där, bottnen hårdnar till en så kallad "stenpäls".
Av krav bildad bottenis är också en stressfaktor för bottenlevande organismer eftersom den både kyler ned substratet och förhindrar cirkulationen av syrerikt vatten genom substratet. Strömmarnas bottenfauna, alltså strömfiskens föda, som fryser in i bildad bottenis kan dödas, utarmas eller utplånas. Strömfisken blir som resultat dvärgväxt och bestånden utarmas av underskott på föda.
Av krav bildad strandis infryst vid högvattenföring vintertid kan erodera strandzonen på en onaturlig hög strandnivå och skada vegetationen så att zonen störs, får ändrad växtlighet, med nya arter av pionjärkaraktär och med reducerad naturlig sammansättning.
Årsreglering av åar och älvar, med omvänd vattenregim för vattenkraftens vintervatten, för vinstmaximering, påverkar alltså genom vinterhögvattenföring och onormalt stor bildning av krav, bottenis och hög strandis negativt hela den biologiska mångfaldens sammansättning i och vid sidorna av strömmarna. Så för antalet arter och individer och inte bara i strömhabitaten utan även negativt för på stränder och även längre in på land levande arter. Återkommande årsreglering orsakar permanenta förändringar på ekosystemen för ström- och strandhabitaten genom påverkan via ändrade näringsflöden. Detta drabbar utarmande även vissa insektsätande strömgynnade strandhäckande fåglar och för några fågelarter av längre in på land levande predatorer.